# Wiechert (cráter)
Wiechert es un cráter de impacto que se encuentra en la región sur de la cara oculta de la Luna, al sureste de la enorme planicie amurallada del cráter Schrödinger, y a menos de 170 km del polo sur.
|  |

Se trata de una formación desgastada y erosionada, iluminada tan solo oblicuamente por la luz solar. Como resultado, porciones del suelo interior se encuentran permanentemente en oscuridad total. El borde es irregular y tiene una rotura hacia el exterior en el borde norte. Un pequeño cráter en forma de copa se encuentra en la pared interior del borde suroeste.

## Cráteres satélite
Por convención estos elementos son identificados en los mapas lunares poniendo la letra en el lado del punto medio del cráter que está más cercano a Wiechert.
|          | \| Wiechert \| Coordenadas \| Diámetro \| \| -------- \| -------------------------------- \| -------- \| \| A \| 82°30′S 167°06′E / -82.5, 167.1 \| 26 km \| \| E \| 83°48′S 175°48′E / -83.8, 175.8 \| 18 km \| \| J \| 85°36′S 177°00′O / -85.6, -177.0 \| 34 km \| \| P \| 85°30′S 150°30′E / -85.5, 150.5 \| 37 km \| \| U \| 83°48′S 147°30′E / -83.8, 147.5 \| 30 km \| |          |
| Wiechert | Coordenadas | Diámetro |
| A        | 82°30′S 167°06′E / -82.5, 167.1 | 26 km    |
| E        | 83°48′S 175°48′E / -83.8, 175.8 | 18 km    |
| J        | 85°36′S 177°00′O / -85.6, -177.0 | 34 km    |
| P        | 85°30′S 150°30′E / -85.5, 150.5 | 37 km    |
| U        | 83°48′S 147°30′E / -83.8, 147.5 | 30 km    |